# Županijska skupština Osječko-baranjske županije
Županijska skupština Osječko-baranjske županije je predstavničko tijelo građana Osječko-baranjske županije koje donosi akte u okviru samoupravnog djelokruga županije te obavlja druge poslove u skladu sa zakonom. Gradska skupština ima 41 zastupnika koje biraju građani na neposrednim izborima. Skupština ima predsjednika i dva potpredsjednika koje bira iz reda vijećnika.

## Izbori 2025.
| Izbori za županijsku skupštinu OBŽ 2025. | Izbori za županijsku skupštinu OBŽ 2025. | Izbori za županijsku skupštinu OBŽ 2025. | Izbori za županijsku skupštinu OBŽ 2025. | Izbori za županijsku skupštinu OBŽ 2025. |
| ---------------------------------------- | ---------------------------------------- | ---------------------------------------- | ---------------------------------------- | ---------------------------------------- |
| Izborna lista                            |                                          |                                          | glasovi                                  |                                          |
| HDZ-DP-DESNO-HSLS                        | HDZ-DP-DESNO-HSLS                        |                                          | 48466 (54,14 %)                          | 48466 (54,14 %)                          |
| SDP-Možemo!                              | SDP-Možemo!                              |                                          | 18454 (20,61 %)                          | 18454 (20,61 %)                          |
| DOMiNO-Most-HS-HSP                       | DOMiNO-Most-HS-HSP                       |                                          | 8983 (10,03 %)                           | 8983 (10,03 %)                           |
| HDSSB-HSS-HSU                            | HDSSB-HSS-HSU                            |                                          | 5723 (6,39 %)                            | 5723 (6,39 %)                            |
| Snaga SiB-HNS-Rep.-HPSS                  | Snaga SiB-HNS-Rep.-HPSS                  |                                          | 4589 (5,12 %)                            | 4589 (5,12 %)                            |
| SDSS                                     | SDSS                                     |                                          | 5723 (3,68 %)                            | 5723 (3,68 %)                            |
|                                          |                                          |                                          |                                          |                                          |

| Lista/koalicija | Lista/koalicija              | Broj zastupnika |
| --------------- | ---------------------------- | --------------- |
|                 | HDZ-DP-DESNO-HSLS            | 24              |
|                 | SDP-Možemo!                  | 9               |
|                 | DOMiNO-Most-HS-HSP           | 4               |
|                 | HDSSB-HSS-HSU                | 2               |
|                 | Snaga SiB-HNS-Republika-HPSS | 2               |